# Fro Trommsdorff
Fro Trommsdorff (* 15. Juli 1909 in Höxter; † 25. März 1995) war ein deutscher Geophysiker und Hochschullehrer. Er war von 1971 bis 1973 Dekan am Standort Hildesheim der Pädagogischen Hochschule Niedersachsen.

## Leben und Werk
Trommsdorff studierte nach dem Abitur 1927 an der Georg-August-Universität Göttingen und der Bergakademie Clausthal die Fächer Mathematik, Physik und Chemie. 1932 legte er das 1. Staatsexamen und 1934 das 2. Staatsexamen für das Lehramt an Gymnasien ab. 1937 promovierte er in Geophysik und bis 1939 war er wissenschaftlicher Assistent am Geophysikalischen Institut der Georg-August-Universität Göttingen. Von 1941 bis 1965 unterrichtete er als Gymnasiallehrer und war Fachleiter. Er wurde 1963 Lehrbeauftragter und 1965  Professor für Rechnen und Raumlehre (Mathematik) an der Pädagogischen Hochschule Alfeld, die 1969 nach Hildesheim verlagert wurde. Von 1971 bis 1973 war er dort Dekan und wurde am 30. September 1977 emeritiert. In der konstituierenden Versammlung der Universitätsgesellschaft der Universität Hildesheim wurde er am 15. Dezember 1978 zum 1. Vorsitzenden gewählt, ein Amt, welches er bis 1981 bekleidete.
Er war mit Irmgard Eckert (1921–2015) verheiratet, mit der er 1941 die Tochter Gisela Trommsdorff und 1943 den Sohn Volker Trommsdorff bekam. Er ist ein Nachfahre des Theologen Johann Samuel Trommsdorff (1676–1713), des Mediziners Wilhelm Bernhard Trommsdorff (1738–1782) und des Apothekers Johann Bartholomäus Trommsdorff (1770–1837).

## Veröffentlichungen (Auswahl)
- Untersuchungen über die natürliche Bodenunruhe (Mikroseismik) mit transportablen Dreikomponentenstationen, Seismische Untersuchungen des Geophysikalischen Instituts in Göttingen, Zeitschrift für Geophysik 15, 1939.
- Mathematische Formeln aus den Gebieten der Arithmetik, Algebra, Zinsrechnung, Gleichungen, ebenen Geometrie, Trigonometrie, Stereometrie, analytische Geometrie der Ebene, Funktionen, Differential- u. Integral-Rechnung. Hildesheim: Hörhold-Verl., 1953.
- Goldenes Atomzeitalter? Sonnenkraft in Menschenhand – Segen oder Fluch. Göttingen, W. Fischer, 1956.
- Mineralogie: das Bestimmen von Mineralien nach ihren Eigenschaften. Höxter, 1951.
- Mineralogie. Hörold, 1951.
- Erde und Weltall, eine kleine Astrophysik für jedermann mit 10 Fotoreproduktionen und 6 Zeichnungen. Hildesheim, Friedrich M. Hörhold-Verlag K.G., 1951.
- mit W. Fraunholz, H. Maier: Explorative Gespräche mit Schülern zum Begriff „senkrecht“. Beiträge zum Mathematikunterricht, 1983.
- Aufbau des Begriffs „senkrecht“ bei Schülern. Unterrichtsplanung aufgrund einer empirischen Untersuchung. In: Mathematica didactica, 1985.
- Videoaufzeichnungen zu explorativen Gesprächen als Instrument unterrichtsbezogener didaktischer Forschung. In: Mathematica didactica 1986.